# Целебные фермы
«Целебные фермы» (или «Фермы надежности») (англ. Tegridy Farms) — четвёртый эпизод двадцать второго сезона мультсериала «Южный Парк». Вышел 17 октября 2018 года в США на телеканале Comedy Central.

## Сюжет
Мистер Маки вызывает Рэнди и Шэрон Марш в школу. Оказывается, что куратор детской площадки закрывал глаза на поведение Шелли в обмен на интимные фотографии. Узнав, что многие дети, увлечённые вейпом, подкупали куратора, Рэнди убеждает Шерон продать дом и переехать на ферму. После переезда Рэнди начинает выращивать марихуану и делать вещи из конопли. Рэнди встречается с сельскохозяйственным инспектором, который разрешает ему продавать марихуану. Этим инспектором оказывается Полотенчик. После этого Рэнди встречается с менеджером компании, которая продаёт товары для вейпа. Рэнди отказывается от сотрудничества и видит, как менеджер выкупает соседскую ферму. Рэнди собирается разобраться с вейперами, после того как узнаёт, что Стэна поймали с вейпом.
Кайл узнаёт от Картмана, что его брат Айк тоже увлекается вейпом. Кайл, Стэн и Картман находят продавца вейпа, им оказывается Баттерс. Эрик начинает его бить «за Кайла». Позже Баттерс встречается с Картманом в туалете. Как оказывается, они партнёры. Это узнаёт Кайл и собирается сообщить об этом директору школы, но Картман просит его этого не делать, пока он не выйдет из долгов за товар, который они уже купили. Кайл соглашается, но при условии, что Картман не будет продавать товар детсадовцам. Картман и Баттерс знакомят Кайла со своим поставщиком. Пока Кайл пытается с ним договориться, Картман подкидывает поставщику мёртвую проститутку, а Баттерс нападает на него. Картман забирает его товар и деньги и убегает. Кайл приходит домой к Мистеру Макки, но обнаруживает, что Картман и Баттерс уже там. Они говорят Кайлу, что шестиклассники очень злы из-за нападения на их поставщика, и предлагают ему ограбить магазин товаров для вейпа.
Рэнди приходит в «большой магазин товаров для вейпа» и нападает там на людей. Кайл, Картман и Баттерс крадут жидкость для вейпа, но их замечает менеджер компании. К ним приходит Рэнди и Кайл раскрывает все детали продажи вейпа в школе. В это время менеджер нападает на Рэнди. Благодаря тому, что Рэнди пришёл с Полотенчиком, они побеждают его. Рэнди испаряет все резервуары с жидкостью для вейпа, затем бросает в помещение сигарету, в результате чего происходит взрыв. Рэнди празднует победу с Полотенчиком, а Стэн понимает, что самое плохое только начинается.